# 24 Timer (sæson 1)
Sæson 1 eller "Dag 1" af tv-serien "24 Timer" blev sendt på amerikansk tv for første gang d. 6. november 2001. Døgnet starter midnat PST, på dagen for det præsidentielle primærvalg i Californien.

## Starten af et afsnit
Hvert afsnit i sæsonen indledes med tallet "24" (som digitaltal) hurtigt accelererende og samtidig glimtrende dukker op på skærmen, til en lettere metallisk lyd.

### Afsnit 1 til afsnit 7
Fra og med det først afsnit til og med det syvende afsnit går man direkte fra, at tallet er dukket op på skærmen til, at man hører Jack Bauers stemme sige:
 "The following takes place between midnight and 1.00 a.m. on the day of the California Presidential Primary"

som oversat til dansk betyder
 "Det følgende foregår mellem midnat og klokken 1.00 på dagen for det præsidentielle primærvalg i Californien"

Tidspunkterne ændrer sig med afsnittene. Det ovenover er fra det første afsnit, som foregår mellem midnat og klokken 1. Næste afsnits intro ville så være med "... between 1.00 a.m. and 2.00 a.m. ..." – "... mellem klokken 1.00 og klokken 2.00 ...".

### Afsnit 8 til afsnit 24
Fra og med det ottende afsnit til den var slut, gik man fra da tallet er dukket op på skærmen til en remse for at opsummere, hvad der er sket. Dette er unikt for denne sæson, da man fra og med anden sæson valgte at køre en 1,5-2 minutter lang videosekvens med det vigtigste fra de forrige afsnit.
Remsen lyder første gang:
 "Right now, terrorists are plotting to assassinate a presidential candidate. My teenage daughter is missing... and people that I work with may be involved in both. I'm Federal Agent Jack Bauer. Today is going to be the longest day of my life."

Frit oversat til dansk lyder det:
 "I dette øjeblik planlægger terrorister at assasinere en præsidentkandidat. Min teenager datter er forsvundet... og mine kollegaer er måske involveret i begge dele. Jeg er den føderale agent Jack Bauer. Dagen i dag bliver den længste dag i mit liv."

Som dagen skrider frem, som diverse forløb ændres og andet sker, ændres denne remse ligeledes. For eksempel ændres "My teenage daughter is missing" til "My wife and daughter have been kidnapped", da Jack Bauers kone og datter bliver kidnappet (på dansk blev "Min teenage datter er forsvundet" til "Min kone og min datter er blevet kidnappet").
Efter denne remse er blevet fremsagt, går man da over til at få at vide mellem hvilket klokkeslæt det følgende afsnit foregår, på samme måde som i de første syv afsnit.

## Sæson overblik
Dag 1 finder sted på dagen for et fiktivt præsidentielt primærvalg i delstaten Californien.
Sæsonens hovedplot involverer et attentatforsøg på præsidentkandidat og senator David Palmer. Handlingen foregår primært i byen Los Angeles, med få smuttere til andre byer og lande. Den centrale person er Jack Bauer, et tidligere af medlem af eliteenheden Delta Force, som nu leder Counter Terrorist Unit (CTU), et føderalt bureau, der har til opgave at stoppe terror i USA. Da handlingen foregår i Los Angeles, er det da også CTU Los Angeles man følger.
Bauer bliver professionelt involveret, da CTU får til opgave at optrævle og stoppe terroristgruppen bag attentatforsøget på præsidentkandidaten, men bliver også personligt involveret da hans kone, Teri Bauer, og datter, Kimberly Bauer, bliver kidnappet af mændene bag attentatforsøget.
Sæsonen kan deles ind i to dele:
1. Den første del (fra og med det første afsnit til og med det 13. afsnit) involverer en terroristgruppe, der forsøger at få kontrol over Jack Bauer, og søger at tvinge ham til at dræbe præsidentkandidat Palmer, ved at kidnappe Bauer's kone og datter. Det ender med, at Bauer både redder sin familie og præsidentkandidaten.
2. I den anden del (fra og med det 14. afsnit til og med det 24. afsnit) bliver de rigtige bagmænd afsløret, og de fortsætter med deres planer for at dræbe den valgte, men ikke indsvorne, præsident og Bauer familien.

Grunden til at sæsonen kan deles sådan ind er, at tv-stationen Fox kun startede med at bestille 13 afsnit af serien – frem til den succesfulde redning af Jack Bauers familie. Det blev koordineret sådan, at det kunne bruges som afslutningen, hvis ikke serien blev fornyet.

### Delplot
Seriens synsvinkel skifter mellem de fem større personer: Jack Bauer, Teri Bauer, Nina Myers, Kimberly Bauer og David Palmer, og en anden person – Mandy i de første 3 timer, efterfulgt af Ira Gaines, Alexis Drazen og til sidst Victor Drazen. Dagens begivenheder – både de igangværende og forholdene mellem de fem større personer og deres omgangskreds – danner basis for sæsonens delplot:
- En dobbeltagent hos CTU saboterer indsatsen, for at støtte terroristerne – men det viser sig ikke at være den først antagede.
- Jack Bauer kommer i en situation, hvor han skal finde sin personlige definition af kompromis.
- Bauer familien genopbygger deres forhold, da Jack er flyttet hjem, efter at have været separeret fra Teri i seks måneder.
- Der er spændinger mellem Bauer og hans næstkommanderende og tidligere kæreste, Nina Myers, og Myers' nuværende kæreste, den tredjekommanderende Tony Almeida.
- En politisk skandale truer med at bryde ud, da en psykiater, der arbejdede med senator David Palmers søn, Keith Palmer, efter at Keiths søster er blevet voldtaget, truer med at lække det til medierne, at Keith slog den mand, der syv år forinden havde voldtaget Keiths søster, ihjel.
- Kim har et kompliceret forhold med hendes ene kidnapper, Rick Allen, der har misforstået hele situationen.
- Teri får hukommelsestab, da hun tror, at hendes datter Kimberly Bauer er blevet dræbt i et biluheld.
- Bauer bliver tvunget til at udholde store personlige kvaler, da hans familie er i fare, han bliver selv anklaget (men senere frikendt) for mordforsøget på senator David Palmer og til sidst at finde den reelle dobbeltagent i CTU.

### Referat
Dag 1 starter og ender midnat PST. Den første halvdel af sæsonen fokuserer på indsatsen for at stoppe en terroristgruppe ledet af Ira Gaines, hvis mål er at dræbe præsidentkandidaten David Palmer. De kidnapper Jack Bauers kone og datter, i et forsøg på at tvinge ham til at hjælpe med attentatet, og samtidig få det til at fremstå som om, at Jack Bauer er bagmanden. Bauer formår dog at overvinde terroristgruppen samtidig med, at han redder sin kone og datter, men det giver ham blot information om endnu en gruppe af terrorister, der havde ansat den første gruppe. Den anden terroristgrupper er styret af dem, der er ansvarlige for dagens begivenheder: Andre & Alexis Drazen og deres far, Victor Drazen.
Præcis to år før denne dag blev Jack Bauer – som leder af et elitehold – sendt til Kosovo på ordre fra et kongrespanel, ledet af David Palmer, med den mission, at dræbe Victor Drazen. For at holde Operation Tusmørke fuldstændig sikker, kendte kongrespanelet noget til Jack Bauer og holdet og vice-versa. Derfor kendte Palmer og Bauer ikke noget til hinandens involvering i forløbet to år forinden. Andre & Alexis Drazen fandt ud af at både Palmer og Bauer var involveret i deres fars død (Bauer mentes at være den eneste overlevende fra missionen) og hele dagens plan gik ud på at ramme Jack Bauer, hvor det gjorde mest ondt – hans familie og hans patriotiske følelser for sit land. Præsidentkandidaten Palmer ville være død, Bauer ville være fængslet med en dødsdom for drabet og hans familie ville være død.
I løbet af de sidste afsnit, kommer serien med nye afsløringer og overraskelser. Det viser sog, at Bauer og hans hold kun havde dræbt Victor Drazens dobbeltgænger. Imidlertid havde Drazens kone og datter boet på det hotel, der blev bombet af Bauers hold, og de blev også slået ihjel af bomben. Det gav et "øje for øje" aspekt i handlingen: Drazens familie blev dræbt af Bauer, og derfor skulle Bauers kone og datter dræbes. Det bliver også afsløret, at den rigtige Victor Drazen var en tophemmelig og uofficiel fange af den amerikanske regering. Drazen brødrenes primære mål var at frigøre deres far, Victor Drazen.
Til sidst blev Palmers død forfalsket, for at tilfredsstille Drazen brødrene, og for at lade dem tro, at deres opgave er løst. Drazen familien kidnapper Kimberly Bauer igen, og tilbyder at bytte hendes liv for Jack Bauers. Men Kimberly Bauer undslipper og Drazen familien opdager, at Palmer stadig er i live. Som et sidste desperat forsøg fra Victor Drazen, for at undgå at blive fanget igen, fortæller han sin dobbeltagent i CTU, som viser sig at være Nina Myers, at hun skal ringe til Jack Bauer og fortælle ham, at hans datter er død, og at kystvagten har fundet hendes lig. Drazen ved, at en hævngærrig Bauer vil angribe dem, og han mener, at hans søn Andre Drazen (Alexis er blevet dræbt tidligere) og deres håndlangere er i stand til at dræbe Bauer, når han angriber. Myers er tilbageholdene med at ringe og fortælle Bauer, at hans datter er død, da hun ved, at hvis Drazens plan mislykkes vil Bauer hurtigt finde ud af, at hans datter ikke er død og derfor også vide, at Nina Myers er dobbeltagenten i CTU. På trods af sine forbehold, ringer Myers Bauer op, og fortæller ham, at Kystvagten har fundet Kimberly Bauers lig i havnen. Dette knuser Bauer, han bryder grædende sammen, men samler sig hurtigt og indleder et hævntogt mod Drazen familien.
Drazens plan giver bagslag, den vrede og hævngerrige Jack Bauer dræber Drazens søn og vagter, og samtidig fanger han Victor Drazen og nedlægger ham. Bagefter taler Bauer med en ansat fra Kystvagten for at få lov til at se det lig, de havde fisket op af vandet. Kystvagten oplyser Bauer om, at de ikke har fundet noget lig den nat og han gennemskuer, at Nina Myers er dobbeltagenten. Han ringer til George Mason i CTU, og beder ham om at tilbageholde Nina Myers, men da hun allerede havde hørt, at Bauer overlevede, var hun ved at forberede sin forsvinden ved at slette alle oplysninger om hende. Bauers kone, Teri Bauer, der stadog er meget forvirret, kan ikke forstå, hvorfor Jack Bauer prøver at redde Kimberly Bauer, og da hun så ser Myers, som hun ikke ved er en dobbeltagent, følger hun efter hende for at få svar på hendes spørgsmål. Hun opdager dog, at Myers er dobbeltagent og Myers binder Teri Bauer til en stol. Man hører også Nina Myers over sin telefon få ordrer om, at slå alle ihjel, der ved bare lidt om hvor hun skal flygte hen.
Bauer kommer i sidste øjeblik til CTU og når lige at forhindre Nina Myers i at flygte. Jack Bauer finder Teri Bauer bundet til stolen, med et skud gennem hendes bryst. Sæsonen slutter med at Jack holder sin døde kone i sine arme, mens han grædende fortæller hende, at han er ked af det.
Dette er endnu et unikt øjeblik i serien, idet det er den eneste gang man inde i et reelt afsnit ser billeder af noget, der er sket tidligere.

## Sæsonens tidsramme
Selv om det ikke definitivt er klart, hvilket år handlingen foregår, ved man, at den finder sted under et år med præsidentvalg, på Super Tuesday.
Seriens forfattere har udtalt, at begivenhederne i 24 Timer finder sted i det "evige nu," hvor datoerne ikke er specificeret af serien og begreber om nøjagtig tid og dato er overladt til det ubestemte og ukendte. I afsnit 14 taler David Palmer om en militær operation, der var udført to år tidligere, under Kosovokrigen. NATO og USA var involveret i Kosovokrigen i 1999, det vil placere første sæsons begivenheder til en dag i år 2001.

### Plot og drejninger, der påvirker de kommende sæsoner
- Mordet på Teri Bauer.
- Forholdet mellem Jack Bauer og David Palmer.
- Forholdet mellem Bauer og Tony Almeida.
- Udviklingen af problemer i forholdet mellem Jack og Kim Bauer og sidenhen løsning på samme.
- Udviklingen af problemer i forholdet mellem David & Sherry Palmer.
- George Mason bliver direktør for CTU.
- Forholdet mellem George Mason og Jack Bauer.
- Nina Myers bliver afsløret som en spion.

## Casting
Dette er en liste over de mest involverede personer fra sæson 1 Se Liste over personer i 24 Timer for en mere fuldendt liste
Hovedpersoner
- Kiefer Sutherland som Jack Bauer
- Leslie Hope som Teri Bauer
- Sarah Clarke som Nina Myers
- Elisha Cuthbert som Kim Bauer
- Dennis Haysbert som Senator David Palmer

Specielle gæstestjerner
- Penny Johnson Jerald som Sherry Palmer
- Carlos Bernard som Tony Almeida
- Richard Burgi som Kevin Carroll
- Lou Diamond Phillips som Mark DeSalvo
- Dennis Hopper som Victor Drazen

Andre
- Mia Kirshner som Mandy
- Michael O'Neill som Richard Walsh
- Xander Berkeley som George Mason
- Daniel Bess som Rick Allen
- Jacqui Maxwell som Janet York
- Karina Arroyave som Jamey Farrell
- Michael Massee som Ira Gaines
- Glenn Morshower som Aaron Pierce
- Jude Ciccolella som Mike Novick
- Eric Balfour som Milo Pressman
- Željko Ivanek som Andre Drazen
- Misha Collins som Alexis Drazen
- Paul Schulze som Ryan Chappelle

## Time for time
| Afsnit # | Sæson # | Titel                     | Instruktør          | Forfatter(e)                                                | Hovedperson(er)                           | Original sendedato |
| 1 | 1       | "12.00 A.M. - 1.00 A.M."  | Stephen Hopkins     | Robert Cochran & Joel Surnow                                | Jack Bauer                                | ??                 |
| Jack Bauer afbryder et spil skak med sin datter Kimberly. Et stykke tid efter opdager han at hun har sneget sig ud fra huset. Samme tid bliver Jack kaldt på arbejde. Som leder af CIA's Los Angelas Counter Terrorist Unit for han at vide at et angreb vil finde sted mod Senator David Palmers liv inden for de næste 24 timer og at det er op til ham og hans hold af agenter at holde Palmer uden for livsfare. Samtidig går Jacks kone, Teri, i gang med at finde deres datter.                    |         |                           |                     |                                                             |                                           |                    |
| 2 | 1       | "1.00 A.M. - 2.00 A.M."   | Stephen Hopkins     | Michael Loceff & Joel Surnow                                | Jack Bauer & David Palmer                 | ??                 |
| Teri Bauer får en opringning fra Alan York, der fortæller at hans datter, Janet, der er ven med Kimberly og er forsvundet. De to forældre mødes og forsøger at finde pigerne. Jack forlader CTU hovedkontoret hemmeligt for at få et krypteret adgangskort, der indeholder informationer om Palmers attentat og kan lede ham til en forræderisk agent i hans organisation. En Boeing 747 eksploderer over Mojaveørkenen og giver endnu en brik i puslespillet.                                           |         |                           |                     |                                                             |                                           |                    |
| 3 | 1       | "2.00 A.M. - 3.00 A.M."   | Stephen Hopkins     | Michael Loceff & Joel Surnow                                | Jack Bauer, Kimberly Bauer & David Palmer | ??                 |
| Kimberly og Janet finder ud af at de er i fare, da det viser sig at de to fyre de dater har kidnappet dem. På trods af truslen mod hans liv, sniger Senator Palmer sig ud af sit hotel, for at møde en journalist, der har skadelig information som kan ødelægge hans kampagne. I CTU har Jack sat Jamey til at dekryptere adgangskortet. |         |                           |                     |                                                             |                                           |                    |
| 4 | 1       | "3.00 A.M. - 4.00 A.M."   | Winrich Kolbe       | Robert Cochran                                              | Jack Bauer, George Mason & Kimberly Bauer | ??                 |
| Overbevist om at Jack skal fjernes fra hans stilling i CTU, ringer Tony Almeida til George Mason, der kommer også sætter CTU under "lock-down". Med hjælp fra Jacks næstkommanderende, Nina Myers slipper Jack ud fra CTU og tager hen til en adresse de fik fra adgangskortet. Der fanger jack en mand, der oplyser at Kimberly Bauers forsvinden er en del af en større plan. Samtidig bliver Kimberly overrakt til en mand kaldet Ira Gaines.                                                         |         |                           |                     |                                                             |                                           |                    |
| 5 | 1       | "4.00 A.M. - 5.00 A.M."   | Winrich Kolbe       | Chip Johannessen                                            | Jack Bauer, David Palmer & Kimberly Bauer | ??                 |
| Jack følger den arresterede mand til politistationen med et håb om at komme til at afhøre ham. Imidlertid er George Mason ankommet til stationen og har taget kontrol over situationen. Men den arresterede mand kun vil tale med Jack. Jack indser at han må hjælpe fangen med at flygte fra politiet for at finde ud af, hvem der har kidnappet Kimberly. Senator Palmer finder ud af mere om de truende nyheder, der vil skade hans kampagne.                                                         |         |                           |                     |                                                             |                                           |                    |
| 6 | 1       | "5.00 A.M. - 6.00 A.M."   | Bryan Spicer        | Howard Gordon                                               | Jack Bauer, Ira Gaines & Teri Bauer       | ??                 |
| Jack møder Teri og Alan York på hospitalet, hvor Janet er indlagt. Men genforeningen er kort, da Jack modtager et opkald fra Gaines, der beder Jack følge hans instruktioner, hvis han nogensinde vil se sin datter igen. Tilbage på CTU, bliver et lig, fundet i en bil identificeret som Alan York. Da Nina ringer til Teri for at give hende informationerne om liget videre til Jack, indser Teri, at hun også er i fare.                                                                            |         |                           |                     |                                                             |                                           |                    |
| 7 | 1       | "6.00 A.M. - 7.00 A.M."   | Bryan Spicer        | Andrea Newman                                               | Jack Bauer, Teri Bauer & David Palmer     | ??                 |
| Under konstant overvågning fra Gaines, tager Jack tilbage til CTU, hvor Nina tilfældigt er kommet i vejen for Gaines plan. Teri forsøger at undslippe fra den falske York, men hendes opkald til CTU giver blot York mere hjælp. Samtidig prøver Senator Palmer at overbevise hans familie om at de er nødt til at stå frem og fortælle pressen, om en hemmelig og personlig tragedie fra deres fortid, inden det er for sent.                                                                           |         |                           |                     |                                                             |                                           |                    |
| 8 | 1       | "7.00 A.M. - 8.00 A.M."   | Stephen Hopkins     | Joel Surnow & Michael Loceff                                | Jack Bauer & Ira Gaines                   | ??                 |
| I forsøget på at holde hans datter og kone i live, bliver Jack beordret til at aflevere en mappe til en mand ved Senater Palmers morgenmøde. Jack indser at det er attentat manden og Jack kæmper for at finde en måde til både at beskytte Palmer og hans egen familie. Tilbage på CTU tror Nina og Tony at de har fundet spionen. |         |                           |                     |                                                             |                                           |                    |
| 9 | 1       | "8.00 A.M. - 9.00 A.M."   | Stephen Hopkins     | Virgil Williams                                             | Jack Bauer & Ira Gaines                   | ??                 |
| Selvom Jack forhindrede attentatet mod Palmer bliver han alligevel taget i forvaring, hvor ingen tror på hans historie om sin datter og kone. Velvidende at hans familie kun kan holdes i live, hvis han hjælper Gaines, er Jack nødt til at flygte. På Gaines' skjulested kæmper Teri og Kimberly for livet, mens spionen i CTU afslører at Gaines kan se alle i bygningen, gennem overvågningskameraene.                                                                                               |         |                           |                     |                                                             |                                           |                    |
| 10 | 1       | "9.00 A.M. - 10.00 A.M."  | Davis Guggenheim    | Lary Hertzog                                                | Jack Bauer                                | ??                 |
| En ny chef for CTU, Alberta Green, træder til, men det stopper ikke Nina i at hjælpe Jack, med at finde Teri og Kim, mens Jack sporer bankmanden Ted Cofell, hvis navn er blevet fundet på det krypterede adgangskort. En chokeret Senator Palmer finder ud af at en, der arbejder på hans kampagne er villig til at begå mord for at beskytte den. |         |                           |                     |                                                             |                                           |                    |
| 11 | 1       | "10.00 A.M. - 11.00 A.M." | Davis Guggenheim    | Robert Cochran                                              | Jack Bauer & Andre Drazen                 | ??                 |
| Andre Drazen kontakter Ira Gaines tydeligvis skuffet og at morgenens begivenheder ikke gik efter planen. Derfor truer han med at fratage Gaines fra hans opgave. Et andet sted i Los Angelas kidnapper Jack Ted Cofell og efter at have hørt Cofells serbiske accent, får han Nina til at bryde ind i en gammel profil om en hemmelig mission Jack var på i Beograd og Kosovo to år tidligere. Efter at have presse Cofell, møder Jack Cofells kontakt: Manden der udgav sig for at være Alan York.      |         |                           |                     |                                                             |                                           |                    |
| 12 | 1       | "11.00 A.M. - 12.00 P.M." | Stephen Hopkins     | Howard Gordon                                               | Jack Bauer                                | ??                 |
| Mens Alberta Green presser Tony og Nina for at afsløre, hvor Jack befinder sig, fører York Jack til Ira Gaine' skjul, hvor Jack forsøger at redde Teri og Kim uden hjælp fra CTU. Samtidig fejler David Palmers plan til at forhindre et mord og han mistænker sin kone til at være indblandet i det. |         |                           |                     |                                                             |                                           |                    |
| 13 | 1       | "12.00 P.M. - 1.00 P.M."  | Stephen Hopkins     | Andrea Newman                                               | Jack Bauer                                | ??                 |
| Jack konfronterer Gaines, der indser at han har fejlet Drazens opgave, og vælger døden frem for at hjælpe Jack. På CTU finder Nina og Tony afhøre CTU forræderens mor og hører om en bankkonti fra Beograd. De finder også ud af at der måske er flere attentatmænd på vej til Los Angelas. |         |                           |                     |                                                             |                                           |                    |
| 14 | 1       | "1.00 P.M. - 2.00 P.M."   | Jon Cassar          | Joel Surnow & Michael Loceff                                | Jack Bauer & David Palmer                 | ??                 |
| Mens Jack bliver afhørt på CTU, bliver Teri og Kim undersøgt på et hospital. Samtidig indser Palmer at han har hørt navnet Jack Bauer før og får det undersøgt. Da han opdager at Jack var den eneste overlevende fra en en hemmelig mission, som Palmer selv gav tilladelse til, blev han overbevist om, at Jack var ude på hævn og insisterede på at tale med Jack ansigt til ansigt. |         |                           |                     |                                                             |                                           |                    |
| 15 | 1       | "2.00 P.M. - 3.00 P.M."   | Jon Cassar          | Michael Chernuchin                                          | Jack Bauer & David Palmer                 | ??                 |
| Efter Jack har overbevist Palmer om, at han ikke er ude på at slå ham ihjel, gennemser de sammen filen om Operation Tusmørke. Målet for operationen var at tilintetgøre en man ved navn Victor Drazen, og filen indeholdte informationer om både Palmer og Jack, hvilket gjorde det klart for dem, at de begge var mål for terrorhandlingerne. Nina mener ikke, at det er sikkert for Teri og Kim at blive på hospitalet og de bliver flyttet til et "safe house".                                       |         |                           |                     |                                                             |                                           |                    |
| 16 | 1       | "3.00 P.M. - 4.00 P.M."   | Jon Cassar          | Michael Chernuchin                                          | Jack Bauer                                | ??                 |
| Jack finder ud af at en af attentats mændene, Alexis Mecir, faktisk er Victor Drazens søn og at han har et seksuelt forhold til en af Palmers ansatte. I et forsøg på at finde mændene bag attentats forsøgene, den ansatte hos Palmer med til at plante en sporings apparat i Alexis' tegnebog. I CTU's "safe house" finder Teri og Kim ud af at de ikke er skjulte eller sikre. |         |                           |                     |                                                             |                                           |                    |
| 17 | 1       | "4.00 P.M. - 5.00 P.M."   | Stephen Hopkins     | Michael Chernuchin                                          | Kimberly Bauer & Teri Bauer               | ??                 |
| Under deres flugt fra deres "safe house" blev Teri og Kim skilt fra hinanden. Hele dagens traumatiske begivenheder resulterede i at Teri fik blackout og vågnede igen med hukommelsestab. Kim, der tror hendes mor er blevet kidnappet igen, begynder at sin egen undersøgelse omkring sin mors undersøgelser. Da planen om at spore Alexis, giver bagslag udgiver Jack sig for at være Alexis under et møde med en af Alexis' kontakter.                                                                |         |                           |                     |                                                             |                                           |                    |
| 18 | 1       | "5.00 P.M. - 6.00 P.M."   | Frederick K. Keller | Maurice Hurley                                              | Jack Bauer & David Palmer                 | ??                 |
| Mod hans families ønsker, stod Senator Palmer offentligt frem med den hemmelige skandale der omgav hans familie. Selv om Alexis' bror, Andre, sender en anden attentats mand til Bauer familiens hus, med det håb at finde Kim og Teri. En forvirret og bange Teri møder Dr. Paslow, en man der siger, at de er gode venner. Uvidende om den fare Teri er i, tilbyder han at køre hende hjem. |         |                           |                     |                                                             |                                           |                    |
| 19 | 1       | "6.00 P.M. - 7.00 P.M."   | Frederick K. Keller | Joel Surnow & Michael Loceff                                | Jack Bauer & Kimberly Bauer               | ??                 |
| Alexis' kontakt viser sig at være arbejder for et elselskab, der blev betalt for at slukke for strømmen for et strømnetværk, midt i et tomt område. Mens Jack og George Mason følger op på det spor, får Kims søgen hende i fængsel. Palmers holder en pressekonference, der med værst tænkelige udfald, kunne sende hans søn i fængsel. |         |                           |                     |                                                             |                                           |                    |
| 20 | 1       | "7.00 P.M. - 8.00 P.M."   | Stephen Hopkins     | Robert Cochran & Howard Gordon                              | Jack Bauer & Victor Drazen                | ??                 |
| Mens Kim forsøger at få politiet til at ringe til CTU, opdager Jack at det tomme område hvor strømmen skulle slukkes, faktisk husede et hemmeligt underjordisk regerings fængsel. Nattens fanger, der skulle ankomme til fængslet var ingen ringere end den mand Jack troede han havde dræbt to år tidligere i Kosovo, Victor Drazen. Det får Jack til at frygte at Victor Drazens sønner er på vej for at befrie deres far.                                                                             |         |                           |                     |                                                             |                                           |                    |
| 21 | 1       | "8.00 P.M. - 9.00 P.M."   | Stephen Hopkins     | Joel Surnow & Michael Loceff                                | Jack Bauer & Andre Drazen                 | ??                 |
| Jacks frygt blev bevist sand, da Andre Drazen bryder ind i undergrunds fængslet, for at redde sin far. Med Jack som fanger ringer Victor Drazen til CTU, men Mason fortæller ham at han ikke forhandler med terrorister. Jack, der er desperat efter at vinde tid, fortæller Victor at hans søn, Alexis, stadig er i live. På politistationen lader politiet endelig Kim gå, men hendes køretur tilbage til CTU går ikke som planlagt.                                                                   |         |                           |                     |                                                             |                                           |                    |
| 22 | 1       | "9.00 P.M. - 10.00 P.M."  | Paul Shapiro        | Joel Surnow & Michael Loceff                                | Jack Bauer & Victor Drazen                | ??                 |
| Jack får Nina til at viderstille Victor til hospitalet, så han kan snakke direkte med Alexis. Nina rådgiver derefter Palmer om situationen. Palmer får Mason til at arrangere den udveksling, som Victor Drazen havde foreslået: Alexis for Jack. Selvom Victor får Alexis tilbage holder han Kim kidnappet og fortæller Jack at han skal gøre en sidste ting, hvis han vil se sin datter igen. |         |                           |                     |                                                             |                                           |                    |
| 23 | 1       | "10.00 P.M. - 11.00 P.M." | Paul Shapiro        | Robert Cochran & Howard Gordon                              | Jack Bauer & David Palmer                 | ??                 |
| Jack ankommer til Palmers hotel med en telefon, på hvilken Drazen vil ringe og bede Palmer låse $200.000.000 op fra hans forbudte aktiver. Da Palmer fortæller at Jack at Drazen ved at det er umuligt, griber Jack telefonen og kaster den ud fra balkonen. Den eksploderer sekunder efter. Efter at have indset at Drazen aldrig vil gie op, forslår Jack at får tv-nyhederne til at fortælle at Palmer omkom i eksplosionen, hvilket efterlader Jack til at ofre sig selv, for at få Kim i sikkerhed. |         |                           |                     |                                                             |                                           |                    |
| 24 | 1       | "11.00 P.M. - 12.00 A.M." | Stephen Hopkins     | Robert Cochran, Howard Gordon, Joel Surnow & Michael Loceff | Jack Bauer & Victor Drazen                | ??                 |
| Da Jack ankommer til Drazens, skjulested og ringer og spørger om han må snakke med Kim. Andre nægter rasende og siger at de ved at Palmer ikke er død. Forstenet, ringer Jack til Nina og fortæller at, der stadig er en spion i CTU. Kortvarigt usikker på hvad han skal gøre, bliver Jack pludselig tvunget til at handle, da han modtager tragiske nyheder fra Nina. |         |                           |                     |                                                             |                                           |                    |